# Герб Чукотського автономного округу

Герб Чукотського автономного округу

Герб Чукотського автономного округу є символом Чукотського автономного округу, прийнято 27 листопада 2000 року.

## Опис
Герб Чукотського автономного округу являє собою геральдичний щит фіолетового кольору. Центральна фігура герба — зображення ведмедя білого (срібного) кольору, розташоване поверх символічного зображення території автономного округу — жовтого (золотого) кольору. У місці розташування адміністративного центру автономного округу — м. Анадир — зображена зірка червоного (рубінового) кольору. Зображення території, у свою чергу, розташоване поверх блакитного кола, розділеного кільцем червоного (рубінового) кольору. Блакитне коло облямовується орнаментом з білих (срібних) променів.

### Тлумачення символіки
Символіка герба Чукотського автономного округу:
- Фіолетовий колір щита означає вікову мудрість і спокійну твердість характеру жителів півночі, довгу полярну ніч, що царює над чукотською тундрою більшу частину року;
- Білий ведмідь є традиційним символом регіону й відбиває потенційну силу й міць автономного округу;
- Золотий колір, у який забарвлено символічне зображення території — колір життєвої активності й символ золота — основного багатства Чукотки;
- Червона зірка — символ Полярної Зірки. Вісім її променів символізують єдність восьми районів округу з адміністративним центром — Анадиром, непереможну твердість духу жителів півночі, їхню любов до життя;
- Блакитний колір кола означає чистоту помислів і шляхетність, відбиває безкрайні простори двох океанів — Тихого й Північного Льодовитого, які омивають Чукотський півострів, і неповторну своєрідність тваринного світу морських глибин.